# Susana Camarero
Susana Camarero Benítez (Madrid, 25 de abril de 1970) es una política española, actual vicepresidenta y consejera de Servicios Sociales, Igualdad y Vivienda de la Generalidad Valenciana desde el 19 de julio de 2023. Sirvió como secretaria de Estado de Servicios Sociales e Igualdad desde marzo de 2014 hasta noviembre de 2016. Poco después fue Presidenta Nacional de Mujeres en Igualdad, asociación vinculada al Partido Popular.

## Biografía
Nació en Madrid el 25 de abril de 1970. Diputada de la VII Legislatura. Diputada en las Cortes Valencianas entre 1995 y 2000). Secretaria Primera de la Mesa de las Cortes Valencianas. Portavoz de Turismo del Grupo Parlamentario Popular en la VII Legislatura. Secretaria General del Partido Popular (PP) en Valencia. Miembro del Comité Ejecutivo Regional del PP en la Comunidad Valenciana.